# NGC 4598
NGC 4598 (również PGC 42427 lub UGC 7829) – galaktyka soczewkowata (SB0), znajdująca się w gwiazdozbiorze Panny. Odkrył ją William Herschel 15 kwietnia 1784 roku. Należy do Gromady w Pannie.